# Зиццо III Шварцбургский
Зиццо III фон Кефернбург (нем. Sizzo III. von Käfernburg) (ок. 1090—19 июня 1160) — родоначальник Шварцбургского владетельного дома и 1-й граф Шварцбург. Сын Гюнтера III (ум. между 1109 и 1114), сеньора Кефернбурга, впервые присоединившего к своим владениям замок Шварцбург. Его матерью была неизвестная по имени (в немецких источниках Матильда) дочь волынского князя Ярополка Изяславича и Кунигунды фон Орламюнде.

## Биография

### Правление
Зиццо III впервые упоминается в документах в 1103 году. С 1114 года фогт монастыря Паулинцелле. 
После смерти отца унаследовал все его владения и в 1123 году получил титул графа Шварцбург.
В 1141 году перенёс свою резиденцию в Кефернбург. В 1143 году основал цистерцианский монастырь Святого Георгия, вокруг которого позже вырос город Георгенталь.
После его смерти владения были поделены между двумя сыновьями.

### Семья
- Гизела (ум. 20 марта 1142), дочь Адольфа I, графа Берга. Дети:
  - Мехтильда (ум. 1192); муж: Адольф II (ум. 6 июля 1164), граф Гольштейна
  - Гизела; муж: Фридрих V фон Путелендорф
  - Генрих I (ок. 1130 — 26 июля 1184), граф Шварцбурга с 1160 года
  - Гюнтер IV (II) (ок. 1135 — после 15 января 1197), граф Кефернбурга с 1160, граф Шварцбурга с 1184 года